# Paecilaema lepidopterum
Paecilaema lepidopterum is een hooiwagen uit de familie Cosmetidae.